# Renata Sorrah
Renata Sorrah, nome d'arte di Renata Leonardo Pereira Sochaczewski (Rio de Janeiro, 21 febbraio 1947), è un'attrice brasiliana.

## Biografia
Da ragazza ha vissuto negli Stati Uniti, in California, dove è entrata in una comunità hippy, contribuendo poi significativamente alla diffusione del movimento in Brasile dopo il suo rientro.
Attrice teatrale tra le più acclamate in Brasile, ha lavorato anche al cinema e nelle telenovelas: dopo essere apparsa in O Cafona, ha recitato in altre produzioni Globo che l'hanno fatta conoscere in Italia e nel Canton Ticino come Brillante, Samba d'amore, Potere, Senza scrupoli Duas caras e A Regra do Jogo. 
In una telenovela del terzo millennio, Senhora do destino, ha impersonato la psicopatica pluriomicida Nazaré do Tedesco, considerata da alcuni la figura femminile più efferata nella storia della teledrammaturgia brasiliana. Un episodio di questa produzione TV Globo ritrae il personaggio particolarmente preoccupato, scena che diverrà un famoso meme col soprannome "Math Lady".
Renata Sorrah è apparsa nel videoclip di O Segundo Sol, canzone portata al successo da Cássia Eller.

## Vita privata
Dopo essere stata sentimentalmente legata allo scrittore Paulo Coelho, si è sposata tre volte con altrettanti uomini di spettacolo: Carlos Vereza, Marcos Paulo ed Euclydes Marinho. Dall'unione con Marcos Paulo è nata la sua unica figlia, Mariana. Tutti i matrimoni sono finiti col divorzio.
Nel 2023, a 76 anni, l'attrice ha fatto coming out dichiarandosi bisessuale.